# 蒙定军
蒙定军（1913年5月—1988年5月16日），原名鼎钧，男，陕西旬邑人，中国情报工作者、政治人物，曾任三十八军地下党工委书记，“西安军事情报组”负责人，甘肃省人大常委会副主任，甘肃省政协副主席，第三、四、五、六、七届全国政协委员。